# Ellopidia pedestris
Ellopidia pedestris es una especie de insecto coleóptero de la familia Chrysomelidae.
Fue descrita científicamente en 1842 por Erichson.